# أوقفوا الطباعة !

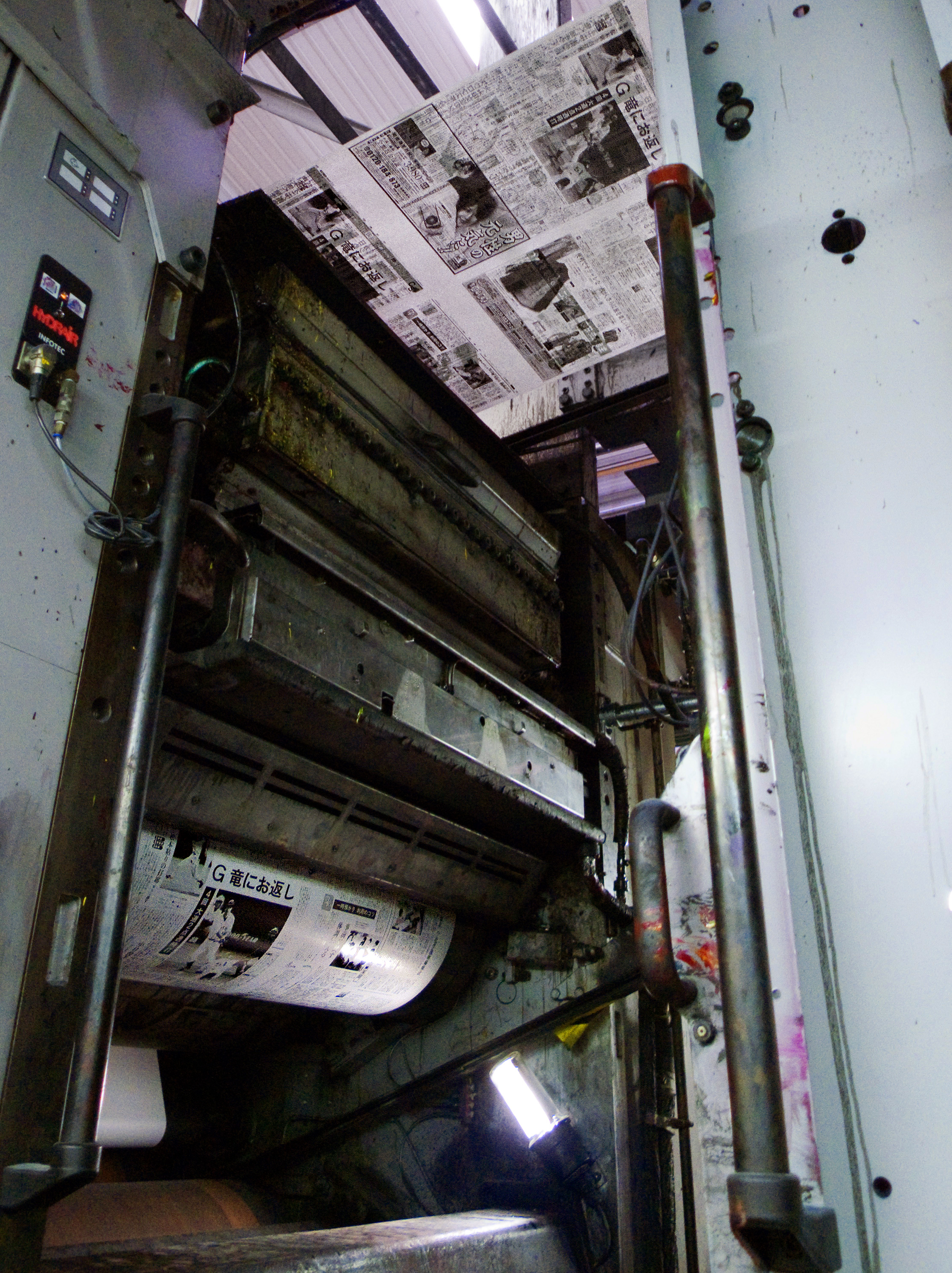
آلة طباعة صحف لطباعة كميات كبيرة.

أوقفوا الطبع! أو أوقفوا الطباعة ! هي عبارات تنشأ من صناعة الإعلام الإخباري المطبوع أو الصحف كعبارة تفيد اكتشاف وجود ضرورة لتغيير محتوى العدد قبل طباعته مباشرة أو أثناء الطباعة.
وحيث أن هذا يعني وجوب إيقاف آلات الطباعة فعليًا أو تأخيرها والتخلص من أية نسخ من العدد كان قد تمت طباعتها بالفعل، وهذا يتسبب في تكاليف باهظة، فإن هذه العبارة تعني وصول معلومات بالغة الأهمية أو اكتشاف خطأ فادح. ويشيع استخدام هذه العبارة في السياقات الاصطلاحية، ويشير إلى اكتشاف معلومات مهمة - وربما يتم استخدامه في الغالب بصورة ساخرة.